# 1855 Korolev
För andra betydelser, se Koroljov.
1855 Korolev eller 1969 TU1 är en asteroid i huvudbältet, som upptäcktes 8 oktober 1969 av den ryska astronomen Ljudmjla Tjernych vid Krims astrofysiska observatorium på Krim. Den har fått sitt namn efter den sovjetiske ingenjören Sergej Koroljov, han låg bakom Sovjetunionens tidiga framgångar i rymdkapplöpningen.
Asteroiden har en diameter på ungefär sex kilometer och den tillhör asteroidgruppen Flora.